# تشارلز بيدرسن
تشارلز بيدرسن (بالإنجليزية: Charles J. Pedersen) هو كيميائي أمريكي في الكيمياء العضوية ولد في 3 أكتوبر 1904 وتوفي في 26 أكتوبر 1989.
ولد شارل في بوسان بكوريا الجنوبية لأب نرويجي وأم يابانية. ذهب إلى الولايات المتحدة سنة 1922 لدراسة الهندسة الكيميائية في جامعة دايتون بأهايو. بعد تحصله على البكالوريوس ذهب إلى معهد تكنولوجيا ماساتشوستس حيث تحصل على ماجستير في الكيمياء العضوية. شجعه أساتذته على المواصلة إلى الدكتوراة ولكنه رفض.
تحصل على جائزة نوبل في الكيمياء لسنة 1987 من أجل تطوير واستخدام الجزيئات مع تفاعلات هيكلية معينة من الانتقائية العالية.
وله 65 براءة اختراع.
اكتشف في سنة 1983 أنه مصاب بورم نقوي متعدد. توفي في 26 أكتوبر 1989.

## روابط خارجية
- تشارلز بيدرسن على موقع الموسوعة البريطانية (الإنجليزية)
- تشارلز بيدرسن على موقع مونزينجر (الألمانية)
- تشارلز بيدرسن على موقع إن إن دي بي (الإنجليزية)